# St. Jakob (Stepanakert)

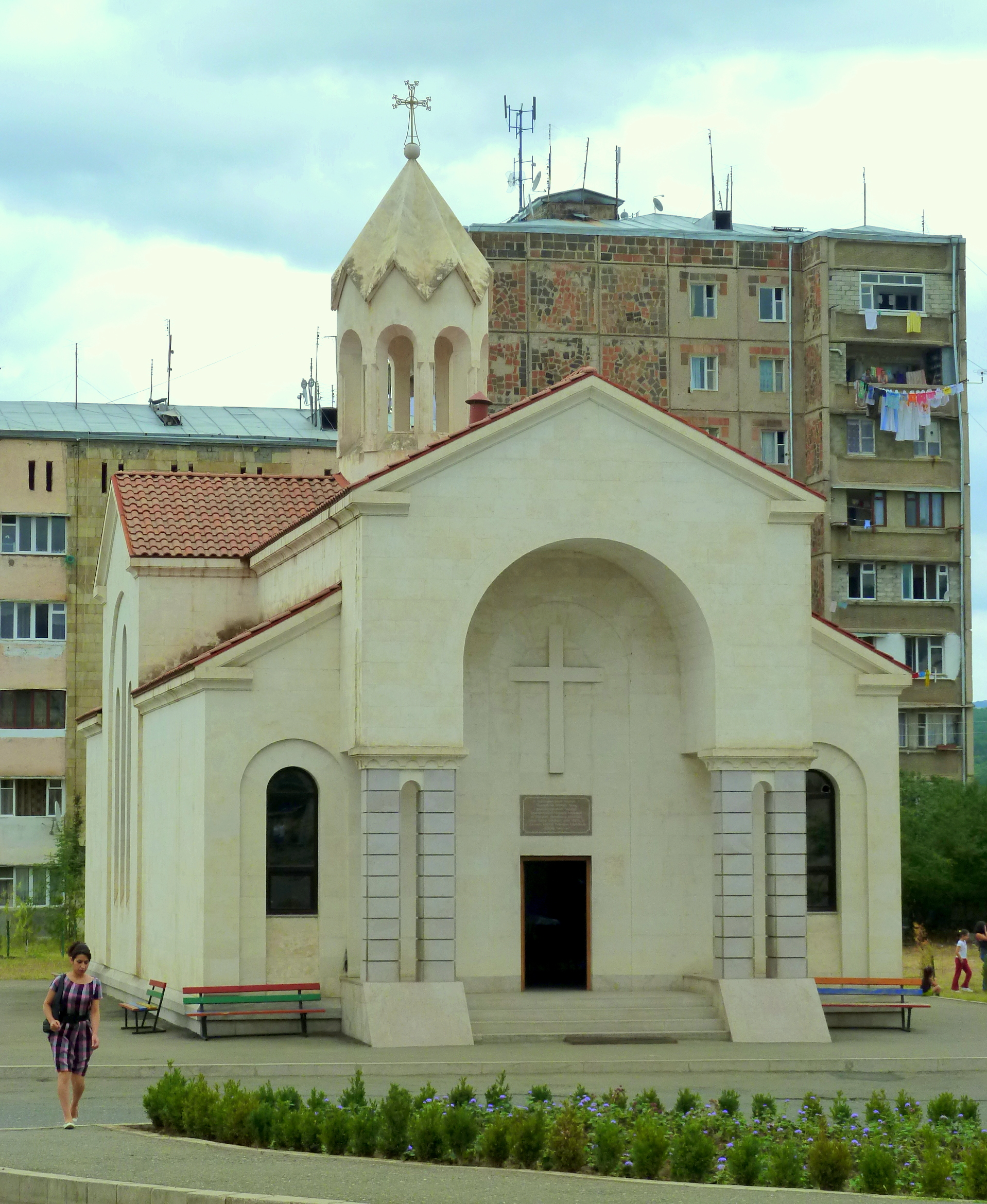
Surb Hakob, März 2018

Die Kirche St. Jakob oder Surb Hakob (armenisch Սուրբ Հակոբ եկեղեցի) ist eine armenische Kirche in Stepanakert, Republik Arzach (Bergkarabach), die 2007 geweiht wurde. Sie gehört zum Bistum Arzach der Armenischen Apostolischen Kirche.

## Standort
Die Kirche St. Jakob steht im Nordosten Stepanakerts (Ստեփանակերտ) an der Hekimyan-Straße ([Ալեքսեյ] Հեքիմյան փողոց) unmittelbar östlich von deren Knick, wo sie von östlicher in südliche Richtung umknickt, etwa 700 m nordöstlich der Staatlichen Universität Arzach.

## Geschichte
Das 1923 von der Sowjetmacht gegründete Stepanakert hatte lange keine einzige Kirche. Die auf dem Stadtgebiet befindliche Georgskirche (Surp Kevork) vom Ende des 19. Jahrhunderts wurde unter Josef Stalin in den 1930er Jahren abgerissen, um dem Stepanakerter Theaterbau Platz zu machen. Es gab zwar am nördlichen Rand der Stadt noch ein kleines mittelalterliches Kirchengebäude mit dem Namen Vararakn, das jedoch nicht mehr als Kirche diente. Die Kirche St. Jakob war die erste Kirche Stepanakerts, die nach dem Ende der Sowjetmacht und der Gründung der – international nicht anerkannten – Republik Arzach eröffnet wurde. Der Grundstein der Kirche wurde im September 2005 gelegt, und die Eröffnung und Weihe erfolgte am 9. Mai 2007, dem 15. Jahrestag der Einnahme Schuschis, durch den Primas des armenisch-apostolischen Bistums Arzach, Parghev Martirosian. Der erste Gottesdienst, an dem der Präsident der Republik Bergkarabach Arkadi Ghukassjan und zahlreiche hohe Beamte und Militärs teilnahmen, war der Armee Bergkarabachs gewidmet. Anwesend war auch der Hauptsponsor Nerses Yepremian, der mit seinem Sohn und seiner Tochter aus Kalifornien angereist war.
Die Kirche hatte zunächst keine Glocken, doch fanden jeden Sonntag Gottesdienste statt. Am 31. Juli 2015 wurden in der Kirche Glocken angebracht, die mit Mitteln aus französischen Spenden erworben worden waren.
Knapp 12 Jahre blieb die Jakobskirche die einzige Kirche Stepanakerts, bis am 7. April 2019 die Stepanakerter Mariä-Schutz-und-Fürbitte-Kathedrale, deren Bau 2006 begonnen hatte, eröffnet wurde.

## Architektur
Die in West-Ost-Richtung stehende Kirche St. Jakob in Stepanakert ist eine Kreuzkirche mit zwei sich kreuzenden Satteldächern, am Längsschiff zudem abfallenden Seitendächern. Über der Vierung im östlichen Drittel des Längsschiffes steht ein Tambour mit rundem Querschnitt, 12 offenen Fenstern – innen die Glocken – und einem gefalteten Pyramidendach, auf dem ein Kreuz thront. Als Scheinbasilika (zugleich Kreuzbasilika) hat die Kirche keine Fenster im Obergaden. Als geostete Kirche hat sie den Eingang im Westen und den Altar im Osten. Das Hauptschiff mit seinem Satteldach ist über dem Eingang im Westen in Form eines Porticus verlängert.